# إليلك
إليلك (بالجرينلاندية: Itilleq)، بلدة تتبع بلدية كيكاتا غرب جرينلاند التابعة لمملكة الدنمارك. تقع على بعد 45 كيلومتراً جنوب سيسيميوت  على شواطئ مضيق دافيس.

## السكان
بلغ عدد سكان إليلك 112 نسمة عام 2010.

## أعلام مشاهير إليلك
- هانس إنوكسن، رئيس وزراء جرينلاند الرابع (2002-2009).

## أعلام
- هانس إنوكسن